# Novapus undarus
Novapus undarus är en skalbaggsart som beskrevs av Phillip B. Carne 1957. Novapus undarus ingår i släktet Novapus och familjen Dynastidae. Inga underarter finns listade i Catalogue of Life.